# Borek (Suchomasty)
Borek (německy Klein Heid) je vesnice, část obce Suchomasty v okrese Beroun ve Středočeském kraji. Nachází se asi 1,6 kilometru jihozápadně od Suchomast.

## Historie
První písemná zmínka o vesnici pochází z roku 1352. V současné době je obec využívána převážně k rekreaci.
Okolo kostela svatého Mikuláše se nachází hřbitov využívaný obcemi v okolí. Přes obec vede naučná stezka.

## Obyvatelstvo
| Rok            | 1869 | 1880 | 1890 | 1900 | 1910 | 1921 | 1930 | 1950 | 1961 | 1970 | 1980 | 1991 | 2001 | 2011 | 2021 |
| -------------- | ---- | ---- | ---- | ---- | ---- | ---- | ---- | ---- | ---- | ---- | ---- | ---- | ---- | ---- | ---- |
| Počet obyvatel | 67   | 81   | 81   | 96   | 91   | 77   | 59   | 56   | 39   | 32   | 22   | 17   | 16   | 11   | 18   |
| Počet domů     | 15   | 14   | 14   | 15   | 14   | 15   | 14   | 15   | 15   | 11   | 10   | 11   | 10   | 11   | 11   |

## Pamětihodnosti
Památkově chráněný je kostel svatého Mikuláše v horní části obce a barokní zvonice stojící na návrší nedaleko kostela, která je ovšem v současnosti v havarijním stavu.

## Zajímavosti
Za hřbitovem vedle chátrající hrobky se v roce 2017 natáčel jeden z dílů seriálu televize Prima Kapitán Exner. Zdejší louka zde představovala archeologické naleziště. Šlo o epizodu Denár v dívčí dlani.

## Galerie

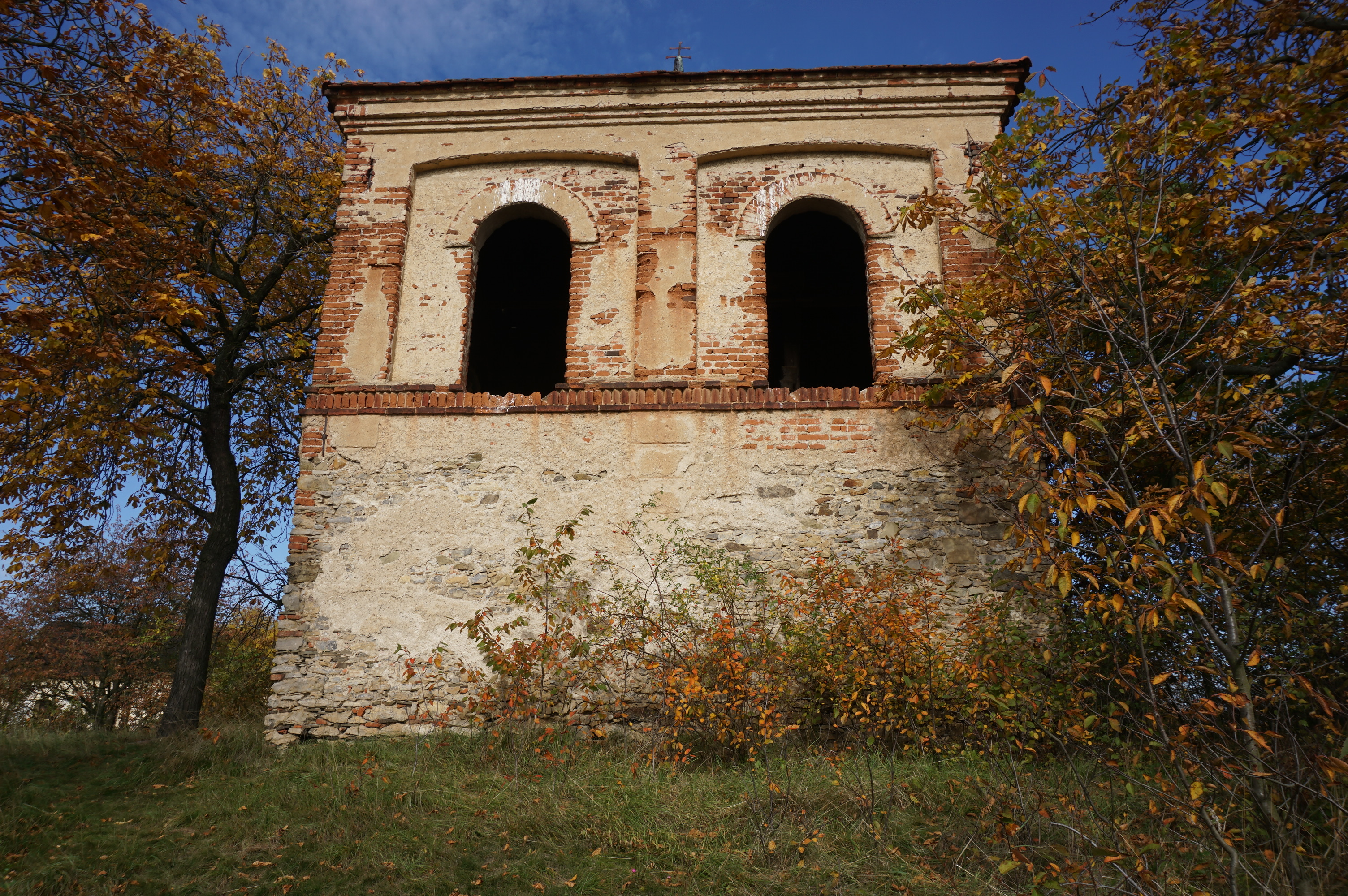
Chátrající barokní zvonice na Borku
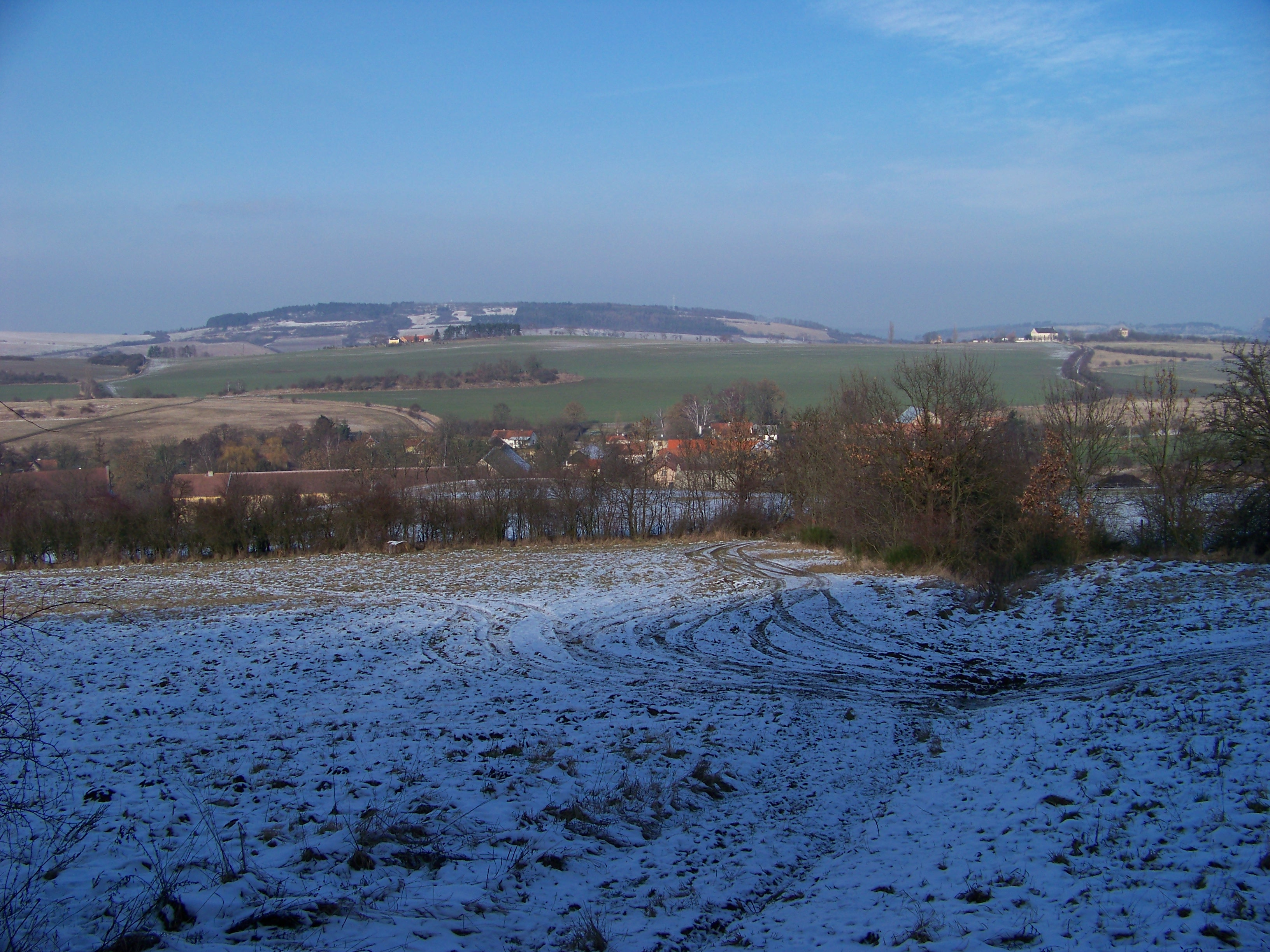
Obce Želkovice a Borek z Housiny
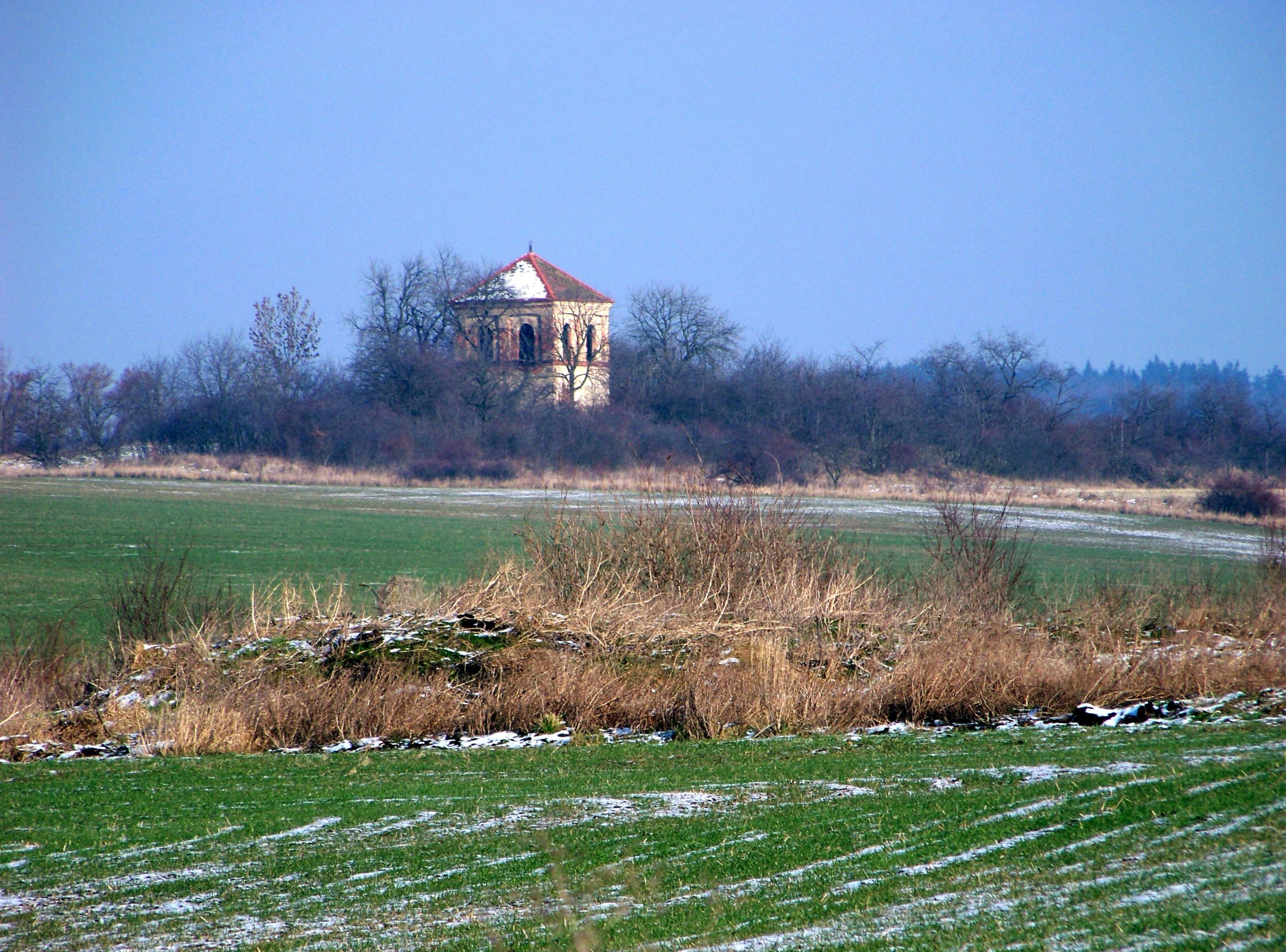
Barokní zvonice
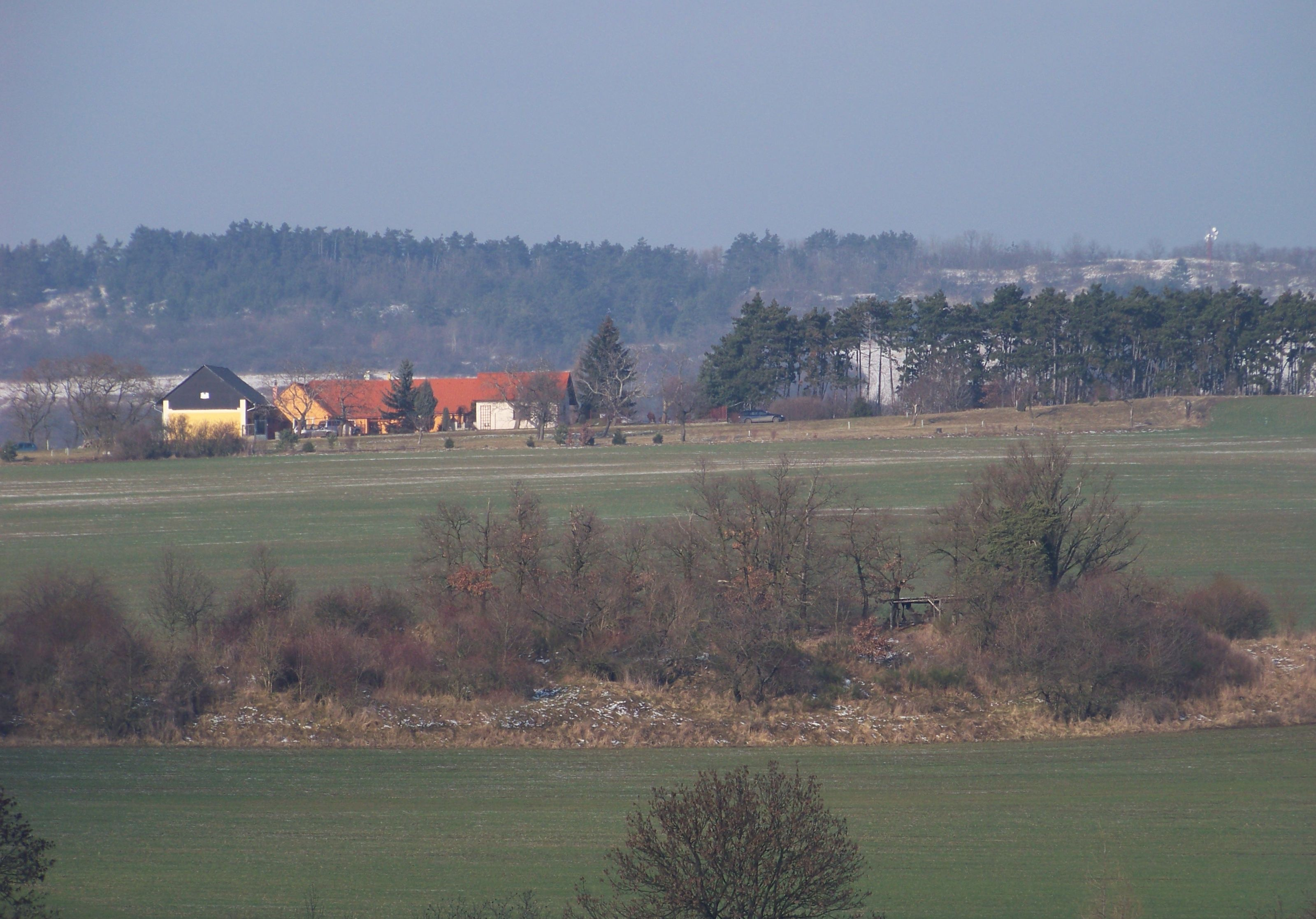
Borek od Želkovic
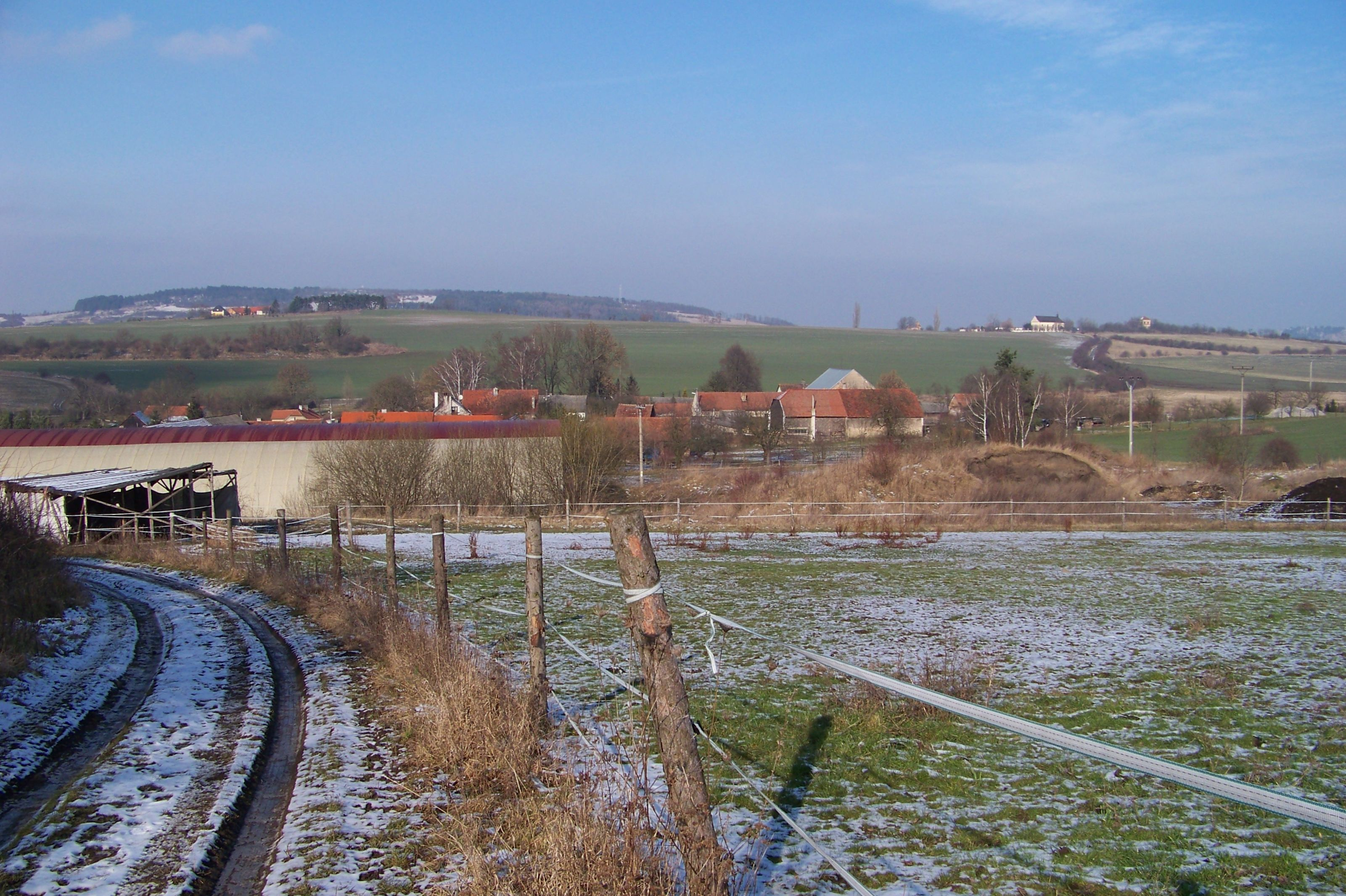
Borek od Želkovic 2